# سيلفان ريبول
سيلفان ريبول (بالفرنسية: Sylvain Ripoll)‏ (15 أغسطس 1971 برين في فرنسا - ) هو مدرب كرة قدم ولاعب كرة قدم فرنسي في مركز الدفاع. لعب مع ستاد رين ونادي لوريان ونادي لومان.

## وصلات خارجية
- سيلفان ريبول على موقع قاعدة بيانات كرة القدم.إي يو (الإنجليزية)
- سيلفان ريبول على موقع ليكيب (الفرنسية)
- سيلفان ريبول على موقع عالم كرة القدم.نت (الإنجليزية)
- سيلفان ريبول على موقع أوليمبيديا (الإنجليزية)